# Minardi PS04B
El Minardi PS04B fue un chasis de Fórmula 1 diseñado por Gabriele Rumi para Minardi F1 Team

## Temporada 2004
Para esta temporada el equipo presentó a una nueva dupla de pilotos, compuesta por Zsolt Baumgartner y Gianmaria Bruni, el primero llegaba del equipo Jordan, mientras que el segundo hacía sus primeras armas en la Fórmula 1; La motorización estaba a cargo de Cosworth.
La temporada fue muy dura para el equipo italiano, Baumgartner tuvo una temporada con altibajos, sin embargo consiguió algunos buenos resultados, destacándose el octavo puesto conseguido en Estados Unidos que le dio al equipo sus primeros puntos en dos años, posteriormente
el rendimiento del húngaro se fue apagando, por su parte Bruni tuvo una temporada discreta y no sumó ni un solo punto y no estuvo a la altura de su compañero de equipo.
Cabe destacar, que ese año, Minardi basó su coche en el Arrows A23, pero no lo copió directamente.

## Resultados
(Clave) (negrita indica pole position) (cursiva indica vuelta rápida)

| Año  | Chasis | Motor               | Neu. | N.º | Pilotos            | 1   | 2   | 3   | 4   | 5   | 6   | 7   | 8   | 9   | 10  | 11  | 12  | 13  | 14  | 15  | 16  | 17  | 18  | 19  | Puntos | Pos. |
| ---- | ------ | ------------------- | ---- | --- | ------------------ | --- | --- | --- | --- | --- | --- | --- | --- | --- | --- | --- | --- | --- | --- | --- | --- | --- | --- | --- | ------ | ---- |
| 2004 | PS04   | Cosworth CR-3L V10  | B    |     |                    | AUS | MYS | BHR | SMR | ESP | MON | EUR | CAN | USA | FRA | GBR | GER | HUN | BEL | ITA | CHN | JPN | BRA |     | 1      | 10.º |
| 2004 | PS04   | Cosworth CR-3L V10  | B    | 20  | Gianmaria Bruni    | Ret | 14  | 17  | Ret | Ret | Ret | 14  | Ret | Ret | 18  | 16  | 17  | 14  | Ret | Ret | Ret | 16  | 17  |     | 1      | 10.º |
| 2004 | PS04   | Cosworth CR-3L V10  | B    | 21  | Zsolt Baumgartner  | Ret | 16  | Ret | 15  | Ret | 9   | 15  | 10  | 8   | Ret | Ret | 16  | 15  | Ret | 15  | 16  | Ret | 16  |     | 1      | 10.º |
| 2005 | PS04B  | Cosworth TJ2005 V10 | B    |     |                    | AUS | MYS | BHR | SMR | ESP | MON | EUR | CAN | USA | FRA | GBR | GER | HUN | TUR | ITA | BEL | BRA | JPN | CHN | 7      | 10.º |
| 2005 | PS04B  | Cosworth TJ2005 V10 | B    | 20  | Patrick Friesacher | 17  | Ret | 12  |     |     |     |     |     |     |     |     |     |     |     |     |     |     |     |     | 7      | 10.º |
| 2005 | PS04B  | Cosworth TJ2005 V10 | B    | 21  | Christijan Albers  | Ret | 13  | 13  |     |     |     |     |     |     |     |     |     |     |     |     |     |     |     |     | 7      | 10.º |